# Championnat d'Italie de football de deuxième division 1994-1995
Navigation
Édition précédente Édition suivante
La saison 1994-1995 de Serie B, organisée par la Lega Calcio pour la quarante-neuvième fois, est la 63e édition du championnat de deuxième division en Italie. Les quatre premiers sont promus directement en Serie A et les quatre derniers sont relégués en Serie C.
À l'issue de la saison, le Plaisance FC termine à la première place et monte en Serie A 1995-1996 (1re division), accompagné par le vice-champion Udinese Calcio, le troisième Vicence Calcio et le quatrième Atalanta Bergame.
C'est le premier championnat où la victoire vaut trois points.

## Compétition
Le classement est établi sur le barème de points suivant :
- Victoire : 3 points
- Match nul : 1 points
- Défaite, forfait ou abandon du match : 0 point

### Classement
| Rang | Équipe              | Pts  | J  | G  | N  | P  | Bp | Bc | Diff |
| ---- | ------------------- | ---- | -- | -- | -- | -- | -- | -- | ---- |
| 1    | Plaisance FC R      | 71   | 38 | 19 | 14 | 5  | 55 | 27 | +28  |
| 2    | Udinese Calcio R    | 70   | 38 | 19 | 13 | 6  | 63 | 35 | +28  |
| 3    | Vicence Calcio      | 68   | 38 | 17 | 17 | 4  | 54 | 26 | +28  |
| 4    | Atalanta Bergame R  | 66   | 38 | 17 | 15 | 6  | 49 | 36 | +13  |
| 5    | Salernitana Sport P | 61   | 38 | 16 | 13 | 9  | 57 | 40 | +17  |
| 6    | Ancona Calcio       | 58   | 38 | 16 | 10 | 12 | 55 | 50 | +5   |
| 7    | AC Perugia P        | 54   | 38 | 12 | 18 | 8  | 47 | 35 | +12  |
| 8    | AC Cesena           | 51   | 38 | 12 | 15 | 11 | 44 | 43 | +1   |
| 9    | AC Venise           | 50   | 38 | 14 | 8  | 16 | 46 | 44 | +2   |
| 10   | Hellas Vérone       | 48   | 38 | 11 | 15 | 12 | 40 | 40 | 0    |
| 11   | Pescara Calcio      | 46   | 38 | 11 | 13 | 14 | 50 | 63 | -13  |
| 12   | US Palerme          | 44   | 38 | 10 | 14 | 14 | 33 | 35 | -2   |
| 13   | Chievo Vérone P     | 44   | 38 | 10 | 14 | 14 | 35 | 38 | -3   |
| 14   | AS Fidelis Andria   | 44   | 38 | 8  | 20 | 10 | 36 | 41 | -5   |
| 15   | Cosenza Calcio      | 42-9 | 38 | 11 | 18 | 9  | 38 | 35 | +3   |
| 16   | AS Lucchese         | 42   | 38 | 8  | 18 | 12 | 49 | 54 | -5   |
| 17   | AS Acireale         | 41   | 38 | 10 | 11 | 17 | 27 | 42 | -15  |
| 18   | Ascoli Calcio       | 34   | 38 | 7  | 13 | 18 | 27 | 57 | -30  |
| 19   | Côme Calcio P       | 33   | 38 | 7  | 12 | 19 | 25 | 58 | -33  |
| 20   | US Lecce R          | 24   | 38 | 5  | 9  | 24 | 36 | 67 | -31  |

|  | Promotion en Serie A                        |
|  | Relégation en Serie C                       |
|  | P : Promu de Serie C R : Relégué de Serie A |

- Cosenza Calcio a une pénalité de neuf points.